# Sedlejov
Sedlejov (en allemand : Sedlejow) est une commune du district de Jihlava, dans la région de Vysočina, en République tchèque. Sa population s'élevait à 309 habitants en 2024.

## Géographie
Sedlejov se trouve à 8 km au sud de Třešť, à 21 km au sud-sud-ouest de Jihlava et à 122 km au sud-est de Prague.
La commune est limitée par Hodice et Panenská Rozsíčka au nord, par Nevcehle à l'est, par Urbanov et Žatec au sud, et par Mysliboř, Telč et Třeštice à l'ouest.

## Histoire
La première mention écrite de la localité date de 1366.